# Karl Friedrich Ludwig Georg von Uttenhoven
Karl Friedrich Ludwig Georg von Uttenhoven (* 4. Juni 1778 in Minden; † 27. Juni 1834 auf Sanditten, Kreis Wehlau) war ein preußischer Generalmajor und Kommandeur der 1. Division.

## Leben

### Herkunft
Seine Eltern waren der preußische Generalmajor Johann Adam von Uttenhoven (1741–1809) und dessen Ehefrau Eleonore Marianne, geborene von Posern (1755–1786).

### Militärkarriere
Uttenhoven wurde im elterlichen Haus erzogen und trat am 1. Mai 1789 als Gefreitenkorporal in das Infanterieregiment „Jung-Woldeck“ der Preußischen Armee ein. Er nahm während des Ersten Koalitionskrieges an der Kanonade von Valmy, den Schlachten bei Kaiserslautern und Pirmasens sowie den Gefechten bei Linnbach, Kettrichhof, am Schänzel und beim Sturm auf Bitsch teil. Ende Juli 1793 avancierte Uttenhoven zum Sekondeleutnant und 1794 zum Bataillonsadjutanten.
Am 1. Juni 1799 wurde er in dieser Eigenschaft in ein Grenadierbataillon versetzt, das sich aus den Grenadierkompanien der Regimenter „von Burghagen“ und „von Schladen“ formierte. Daran schloss sich ab Mitte April 1802 eine Verwendung im  Infanterieregiment „von Tschammer“ sowie im Januar 1803 die Beförderung zum Premierleutnant an. Am 3. November 1805 wurde er Brigademajor des niederschlesischen Corps d'armee, verblieb aber zunächst beim Regiment. Im Vierten Koalitionskrieg wurde er am 4. August 1806 dem Korps des Herzogs zugeordnet. Er kämpfte in der Schlacht bei Jena sowie in den Gefechten bei Altenzaun und Maxen. Bei der Kapitulation bei Ratekau geriet er in Gefangenschaft und wurde inaktiv gestellt. Am 4. Januar 1808 wurde er noch zum Stabskapitän befördert, erhielt aber am 7. Dezember 1808 seinen Abschied (Militär) als Hauptmann mit dem Versprechen auf Wiederanstellung.
Uttenhoven trat daraufhin 1809 als Oberjägermeister in die Dienste des Herzogs Ernst Friedrich von Sachsen-Coburg-Saalfeld. Mitte Februar 1810 wurde er als Kapitän im Leibinfanterie-Regiment der Preußischen Armee wieder angestellt. Sein Patent erhielt er am 4. Juni 1810 mit Wirkung zum 23. August 1808. Am 16. Juni 1810 wurde zum Kompaniechef ernannt und in gleicher Eigenschaft Anfang August 1810 in das 1. Schlesische Infanterie-Regiment versetzt. Am 28. Mai 1812 wurde er Major und dem 1. Westpreußischen Infanterie-Regiment zugewiesen. Im Vorfeld der Befreiungskriege am 22. Dezember 1812 wurde er Bataillonsführer des neuerrichteten Reservebataillons an der Weichsel.
Während des Krieges kämpfte er bei den Belagerungen von Magdeburg und Wittenberg, bei letzter wurde er verwundet. Für das Gefecht um Halle erhielt Uttenhoven das Eiserne Kreuz II. Klasse. Er nahm an den Kämpfen bei Möckern, Luckau, Großbeeren und Dennewitz teil. Für Dennewitz wurde er mit dem Orden der Heiligen Anna II. Klasse sowie dem Eisernen Kreuz I. Klasse ausgezeichnet. In der Zeit wurde er am 11. März 1813 Kommandeur des III. Bataillons im 3. Ostpreußischen Infanterie-Regiment, am 1. Juli 1813 wurde er Kommandeur des 4. Reserve-Infanterie-Regiments (16. Infanterie-Regiment). Am 8. Dezember 1813 wurde er zudem Oberstleutnant mit Patent vom 6. Februar 1814. Am 19. April 1815 wurde er dann mit der Wahrnehmung der Geschäfte als Kommandant von Dresden beauftragt. Am 3. Oktober 1815 erhielt er die Beförderung zum Oberst.
Am 9. Juni 1817 kam er als Brigadekommandeur in das Armeekorps in Frankreich und erhielt am 9. Oktober 1817 den Militärverdienstorden. Am 5. September 1818 wurde Uttenhoven Kommandeur der 6. Infanterie-Brigade und am 30. März 1821 zum Generalmajor befördert. Am 10. Juli 1825 erhielt er das Dienstkreuz und am 22. Januar 1826 den Roten Adlerorden III. Klasse. Vom 25. Februar 1826 bis 29. März 1832 war er Kommandeur der 5. Infanterie-Brigade versetzt. Anschließend beauftragte man Uttenhoven zunächst mit der Führung der 1. Division und ernannte ihn zwei Jahre später zum Divisionskommandeur. Er starb kurz danach am 27. Juni 1834 auf Sanditten. Er hatte bei einem Besuch auf dem Gut des Grafen von Schlieben einen Schlaganfall erlitten.

### Familie
Uttenhoven heiratete am 26. Dezember 1804 in Magdeburg Johanne Henriette Katharina von Kleist (1774–1826), eine Adoptivtochter des Obersten Friedrich Wilhelm Franz Philipp Christian von Kleist (1752–1822), Generaladjutant beim Generalfeldmarschall Herzog von Braunschweig.
Nach dem Tod seiner ersten Frau heiratete er am 23. Oktober 1826 in Coburg seine Nichte Wilhelmine Ernestine Barbara Antonie von Alberti, damals eine Hofdame bei der Herzogin Auguste von Sachsen-Coburg. Die Witwe heiratete am 8. Mai 1847 den Premierleutnant a. D. Werner Adolf Friedrich Wilhelm von Voigts-Rhetz. Aufgrund der Leistungen Uttenhovens hatte der König Friedrich Wilhelm IV. der Witwe eine Zusatzrente von 300 Talern gewährt, die auch nach der erneuten Heirat der Witwe gezahlt wurde.

### Freimaurerei
Im Jahr 1805 wurde Uttenhoven Mitglied der Neissener Freimaurerloge „Zur weißen Taube“. Von 1823 bis 1826 war er der vorsitzende Logenmeister der Freimaurerloge „Friedrich Wilhelm zum eisernen Kreuz“ in Torgau, die er von seinem Vorgänger Viktor von Donnersmarck übernahm und nach einer glücklosen dreijährigen Amtszeit auch wieder an diesen übergab.